# 제352보병사단
제352보병사단(독일어: 352. Infanterie-Division)은 제2차 세계 대전 당시 나치 독일 육군 소속의 보병사단으로 노르망디 상륙작전 당시 오마하 해변에서 미국 육군 제1보병사단 및 제29보병사단을 상대로 치열한 방어전을 치른 것으로 유명하다.

## 역사
사단은 1943년 11월 5일 프랑스 생로에서, 쿠르스크 전투에서 괴멸적 타격을 입고 해체된 제268보병사단, 제321보병사단 등의 잔존 병력을 근간으로 편성되었다. 초대 지휘관은 기사십자장을 수훈한 베테랑 지휘관인 디트리히 크라이스 중장으로 1944년 8월 2일 생로 근방에서 벌어진 전투 도중 연합군의 폭격에 치명상을 입었고, 같은 날 사망했다. 괴멸 직전까지 사단은 미군을 상대로 치열한 방어전을 전개했고, 이 공적에 따라 크라이스 중장에게 사후인 8월 11일 백엽 기사십자장이 수여되었다.
노르망디 상륙작전 개시 후 사단은 격전을 치렀다. 오마하 해변에서 교두보를 확보할려는 미군에게 막대한 출혈을 강요하며 여타 해안 방어 사단에 비해 성공적인 방어전을 수행했지만, 사단 또한 6월 24일까지 이미 5,407명에 이르는 병력을 손실하며 천천히 분쇄되어 가고 있었다. 임시 배속된 제716보병사단 소속 3개 대대의 피해까지 포함한 수치이긴 하지만 6월 초 약 12,000명의 병력을 보유했던 사단이 이 정도 병력을 손실했다는 건 사실상 전투 속행이 어렵다는 걸 시사해주는 것이었다. 하지만 사단은 전선에 남았고, 7월 30일 마침내 "abgekämpft(전투 불가])" 판정을 받았다. (단, 이는 보병, 공병, 수색, 보충 등 대대급 제대에 사용하는 용어로 사단급 제대는 "Kampwert" 즉 1~5등급으로 나뉜 "전투 등급"을 사용했다. 다시 말해, 당시 제352 보병 사단 후방 제대까지 포함해 모든 부대가 괴멸적인 타격을 입지 않고, 예하 전투 부대만이 괴멸적인 타격을 입었다는 이야기이다. 하지만 이 평가와는 별도로 사단이 3/4에 이르는 병력을 손실한 상황이었기 때문에 괴멸했다는 사실에는 변함이 없다.) 이는 사단이 더 이상 전투를 수행할 수 없다는 의미였다. 당시까지 사단의 피해는 약 8,000명으로 문자 그대로 사단은 노르망디에서 괴멸되었다.
8월 초 지휘관까지 잃고 만신창이가 된 사단은 알랑송 남동 지구에서 재편성을 하기 위해 전선에서 철수했다. 9월 사단은 슐레스비히-홀슈타인(Schleswig-Holstein) 지구에서 제352국민척탄병사단으로 개칭되어 재편성 후 벌지 전투에 참가했다. 그 후 1945년 3월 중순 트리어 시와 모젤강 근방에서 격전 끝에 사단은 다시 한 번 괴멸을 맞이했다. 소수의 잔존병들이 보름스에서 라인강을 건너 탈출했고, 4월 14일 이 잔존 병력들로 전투단이 편성되었다. 얼마 후 동전투단은 다름슈타트에서 전멸했고, 이로써 사단의 역사는 끝을 맞이했다.

## 지휘관 및 부대 편성

### 연혁
- 제352보병사단(독일어: 352. Infanterie-Division) : 1943년 11월 ~ 1944년 7월
- 제352국민척탄병사단(독일어: 352. Volksgrenadier-Division) : 1944년 9월 ~ 1945년 4월

### 역대 지휘관
- 초대, 디트리히 크라이스(Dietrich Kraiss) 중장 : 1943년 11월 6일 ~ 1944년 8월 2일 (전상, 1944년 8월 6일 순직)
- 2대, 에버하르트 폰 슈크만(Eberhard von Schuckmann) 소장 : 1944년 9월 21일 ~ 1944년 10월 6일
- 3대, 에릭-오토 슈미트(Eric-Otto Schmidt) 소장 : 1944년 10월 6일 ~ 1944년 12월 23일
- 4대, 리하르트 바칭(Richard Bazing) 소장 : 1944년 12월 23일 ~ 1945년 2월 21일
- 5대, 루돌프 폰 오펜(Rudolf von Oppen) 예비역 소장 : 1945년 2월 21일 ~ 1945년 4월 29일

### 병력 상황
- 1944년 2월 1일 : 9,934 명
- 1944년 3월 : 12,734 명
- 1944년 4월 : 13,228 명

### 작전 지역
- 프랑스 노르망디 1943년 11월 ~ 1944년 8월
- 독일 1944년 9월 ~ 1944년 11월
- 아르덴느 및 서부 독일 1944년 11월 ~ 1945년 4월

### 전투서열
1944년 5월 1일 당시 사단의 전투 서열은 다음과 같았다.
- 사단 본부

사단장 : 디트리히 크라이스(Dietrich Kraiss) 중장
작전참모(참모장) : 프리츠 치겔만(Fritz Ziegelmann) 중령
작전장교 : 파울 벨러(Paul Weller) 소령
사단장 부관 : 파울 블록(Paul Block) 소령
- 제914척탄병연대({{llang|de|Grenadier-Regiment 914) - 연대장 : 에른스트 하이나(Ernst Heyna) 중령
  - 제1대대 (1~4중대)
  - 제2대대 (5~8중대)
  - 제13중대 보병포중대 - 15cm 중보병포 2문, 7.5cm 경보병포 6문
  - 제14중대 대전차중대 - 7.5cm 대전차포 3문

- 제915척탄병연대(Grenadier-Regiment 915) - 연대장 : 에른스트 마이어(Ernst Meyer) 중령
  - 제1대대 (1~4중대)
  - 제2대대 (5~8중대)
  - 제13중대 보병포 중대 - 15cm 중보병포 2문, 7.5cm 경보병포 6문
  - 제14중대 대전차 중대 -7.5cm 대전차포 3문

- 제916척탄병연대(Grenadier-Regiment 916) -  연대장 : 에른스트 고트(Ernst Goth) 대령
  - 제1대대 (1~4중대)
  - 제2대대 (5~8중대)
  - 제13중대 보병포 중대 - 15cm 중보병포 2문, 7.5cm 경보병포 6문
  - 제14중대 대전차 중대 - 7.5cm 대전차포 3문

- 제352포병연대(Artillerie-Regiment 352) - 연대장 : 카를-빌리암스 오커(Karl-Williams Ocker) 대령
  - 제1대대 (1~3포대) - 10.5cm 경곡사포 12문 (1개 포대당 각 4문, 이하 같음)
  - 제2대대 (4~6포대) - 10.5cm 경곡사포 12문
  - 제3대대 (7~9포대) - 10.5cm 경곡사포 12문
  - 제4대대 (10~12포대) - 15cm 중곡사포 12문

※ 모두 견인포 포대 (기계화, 차량화 포대 없음)
- 제352대전차대대(Panzer-Jäger-Abteilung 352)

대대장 : 베르너 얀(Werner Jahn) 대위
제1중대 - 마르더 2 및 마르더 3 파생형 대전차 자주포 14대
제2중대 - 3호 돌격포 10대
제3중대 - 3.7cm 자주 대공포 9대
- 제352공병대대(Pionier-Bataillon 352)

대대장 : 프리츠 파울(Fritz Paul) 대위
1~3중대 - 기관총 37정, 화염방사기 20기, 박격포 6문
- 제352정찰대대(352. Füsilier-Batalion, 수발총대대)

대대장 : 아이텔 게르트(Eitel Gert) 대위
1~4중대 (1중대는 자전거 장비)
- 제352야전보충대대(Feld-Ersatz-Abteilung 352)

1~5중대
8cm 박격포 6문
5cm 대전차포 1문
7.5cm 대전차포 1문
10.5cm 곡사포 1문
보병포 1문
화염방사기 2기
- 제352통신대대(Nachrichtenabteilung 352)

대대장 : 카를레 에르하르트(Karle Ehrhardt) 대위
- 제352보급수송대(Nachschubführer 352)

## 참고 문헌
- Niklas Zetterling, Normandy 1944: German Military Organization, Combat Power and Organizational Effectiveness (J.J.Fedorowicz Publishing 2000) ISBN 0-921991-56-8
- Martin-Robert Galle "Omaha-beach.org"
- 352nd Infantry Division Reenactment Unit "352inf.com"
- Marcus Wendel "352. Volksgrenadier-Division".
- Lexikon-der-wehrmacht.de. "352. Infanterie-Division".